# Patrice Girod
Jean Patrice Henri Charles (Patrice) Girod (Frankrijk, Straatsburg, 2 oktober 1937 – Nederland, Amsterdam, 8 juni 2018) was een Nederlands architect.

## Biografie
Hij was zoon van een Franse vader en Nederlandse moeder. Zijn liefde voor architectuur stamde al vanuit zijn jeugd. Hij liet zich daarbij inspireren door het werk van Le Corbusier en Pierre Chareau. Hij studeerde aan de Technische Universiteit Delft. Hij werkte in de jaren ‘60 eerst samen met collega Abel Cahen, later in de jaren zeventig en tachtig samen met collega Reynoud Groeneveld, waarbij hij (sociale) woningbouw, kantoren, scholen en bejaardenhuizen ontwierp. In 1990 leerde hij interieurarchitecte Evelyne Merkx kennen en zij vormden in 1996 het kantoor Merkx + Girod.
Het kantoor kende in 2012 een moeilijke tijd toen het failliet werd verklaard.
Girod was enige jaren docent aan de Gerrit Rietveld Academie, als opvolger van Gerrit Rietveld.

## Werklijst
Een aantal projecten:
- ca. 1966: inrichting Athenaeum Boekhandel in Amsterdam, met Wiek Röling[2]
- 1974: schoolgebouw aan Sandenburch Amsterdam-Buitenveldert, met Reynoud Groeneveld[3]
- 1978: woningcomplex aan de Nova Zemblastraat, met Reynoud Groeneveld
- 1979-1984: school en woningen; Josephstraat 10, Rotterdam, met Reynoud Groeneveld
- verbouwing Singel 428, met Abel Cahen
- ca. 1987: project van 73 woningen en vijf bedrijfsruimten aan de Herensingel in Haarlem
- 2004-2009: inrichting Hermitage Amsterdam, met Evelyne Merkx
- 2005-2006: boekhandel Selexyz (later Dominicanen) in Maastricht, met Evelyne Merkx
- 2008-2011: uitbreiding gebouw van de Raad van State in Den Haag, met Evelyne Merkx

## Afbeeldingen

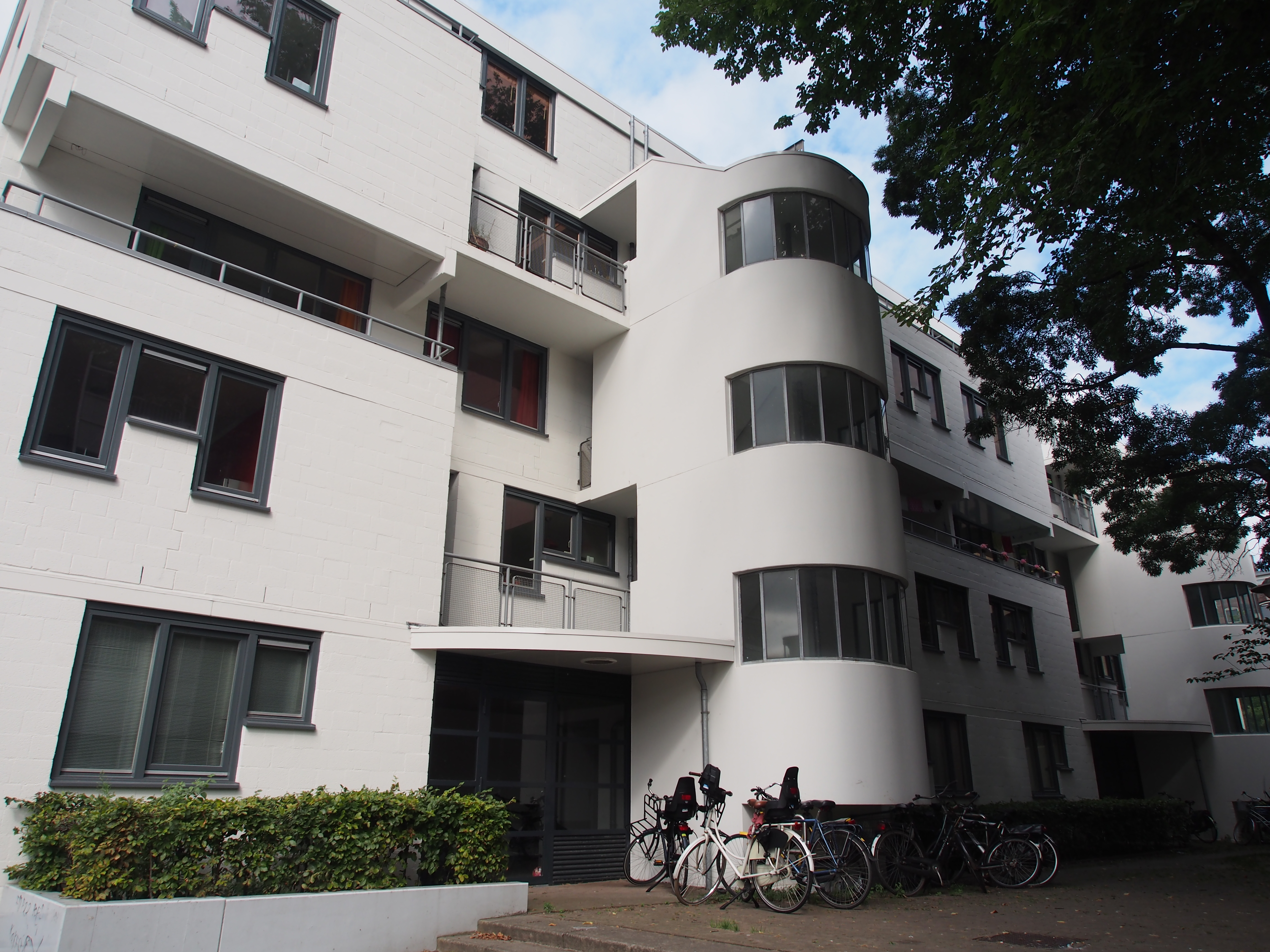
Project Nova Zemblastraat (september 2016)
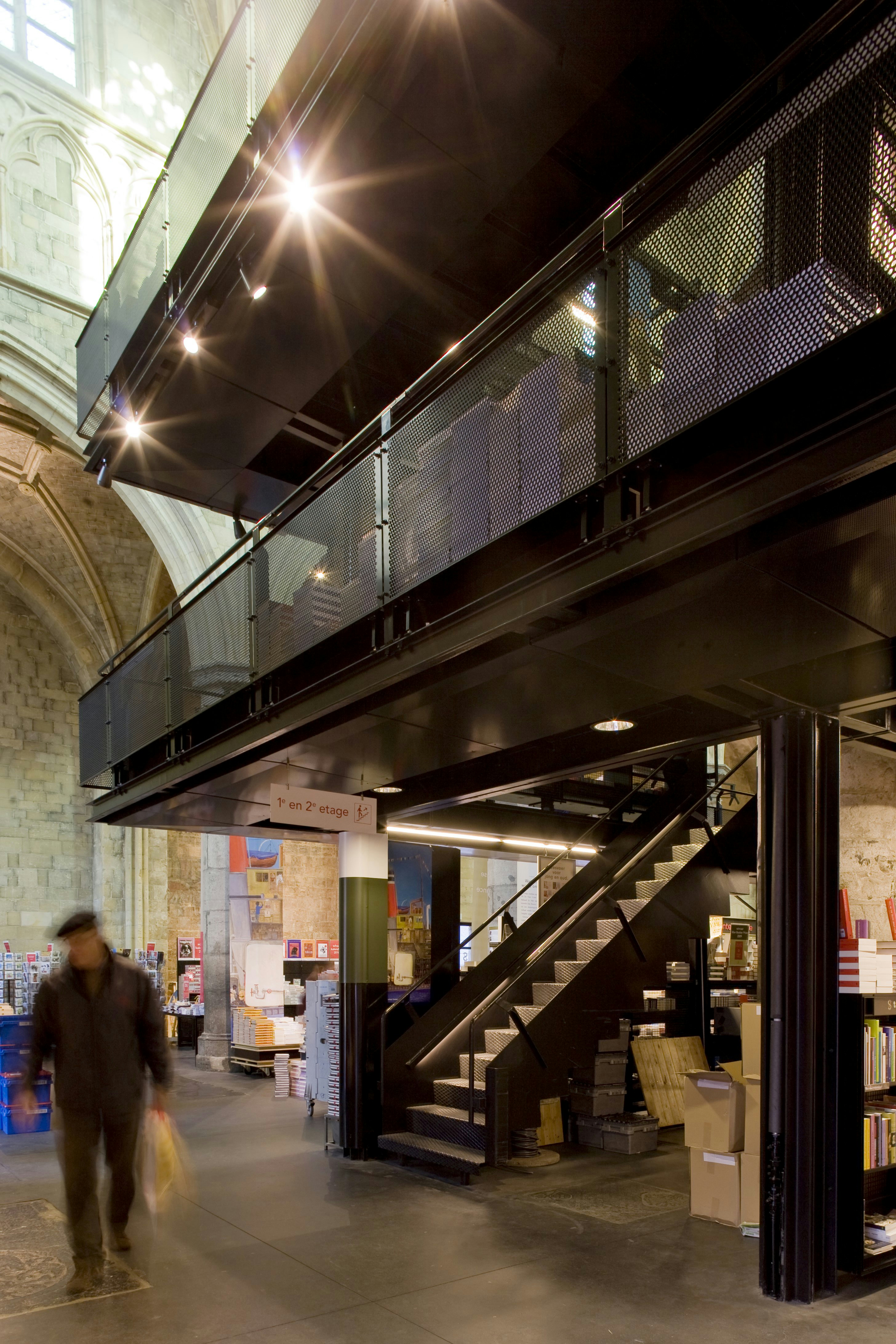
Boekenflat in Maastricht (2009)
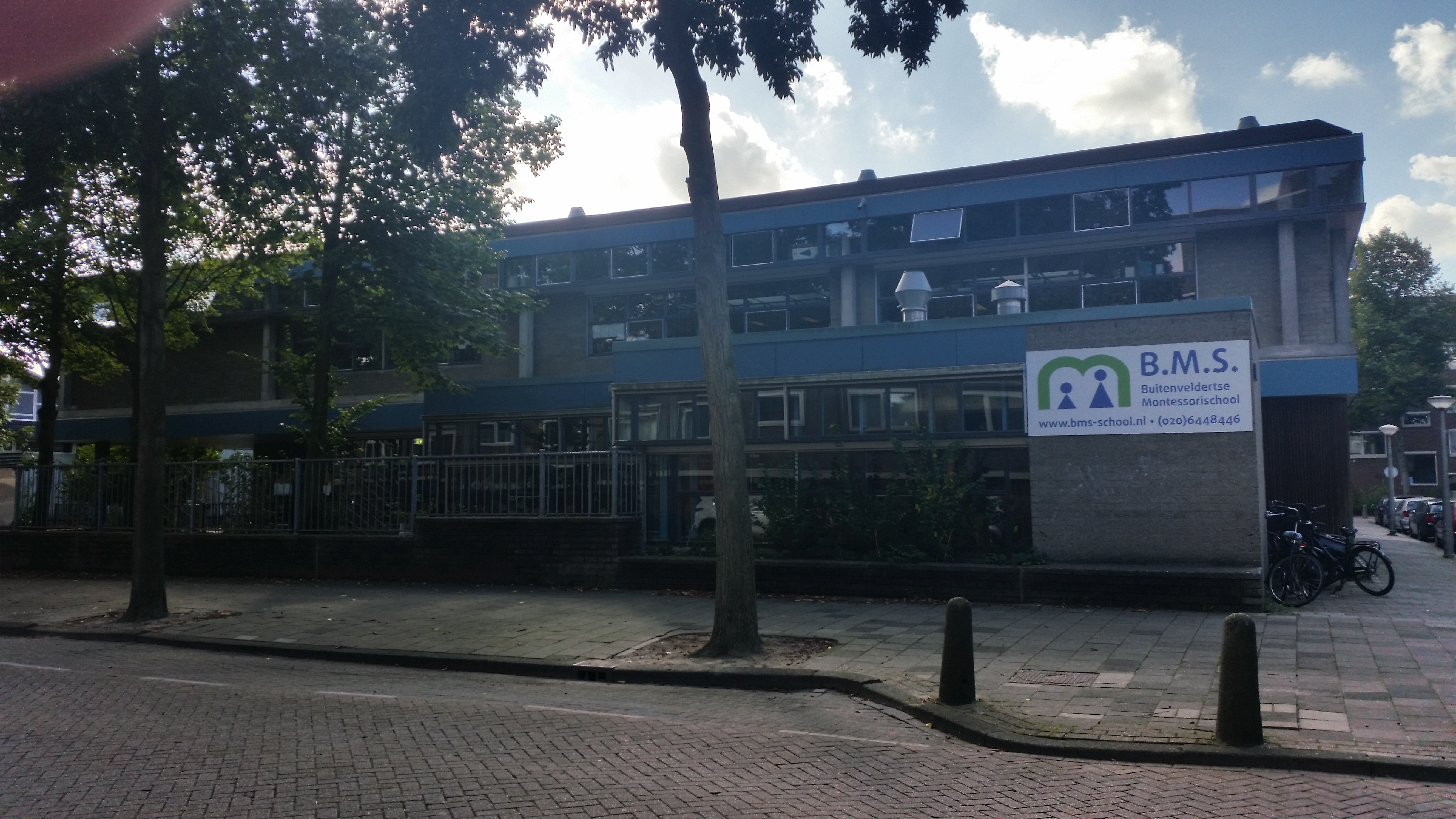
School Sandenburch, Buitenveldert (september 2019)